# ماريا باولا سيلفا
ماريا باولا سيلفا (بالبرتغالية: Maria Paula Gonçalves da Silva) (11 مارس 1962 في البرازيل - ) هي لاعبة كرة سلة برازيلية في مركز الهجوم خلفي، شاركت في كأس العالم لكرة السلة للنساء 1994 و1997 FIBA Americas Championship for Women ‏ وكأس العالم لكرة السلة للنساء 1979 وكأس العالم لكرة السلة للنساء 1983 وكأس العالم لكرة السلة للنساء 1998 وكأس العالم لكرة السلة للنساء 1986 و1989 FIBA Americas Championship for Women ‏ والألعاب الأولمبية الصيفية 1992 ودورة الألعاب الأمريكية 1991 ودورة الألعاب الأمريكية 1979 ودورة الألعاب الأمريكية 1983 و1993 FIBA Americas Championship for Women ‏ ودورة الألعاب الأمريكية 1987 والألعاب الأولمبية الصيفية 1996 وكأس العالم لكرة السلة للنساء 1990.

## وصلات خارجية
- ماريا باولا سيلفا على موقع الاتحاد الدولي لكرة السلة (الإنجليزية)
- ماريا باولا سيلفا على موقع الاتحاد الدولي لكرة السلة (الإنجليزية)
- ماريا باولا سيلفا على موقع الاتحاد الدولي لكرة السلة (الإنجليزية)
- ماريا باولا سيلفا على موقع الاتحاد الدولي لكرة السلة (الإنجليزية)
- ماريا باولا سيلفا على موقع بروبوليرز (الإنجليزية)
- ماريا باولا سيلفا على موقع قاعة مشاهير كرة السلة للسيدات (الإنجليزية)
- ماريا باولا سيلفا على موقع سبورتس رفرنس (الإنجليزية)
- ماريا باولا سيلفا على موقع أوليمبيديا (الإنجليزية)
- ماريا باولا سيلفا على موقع اللجنة الأولمبية البرازيلية (البرتغالية)